# Thomas Milner Gibson
Thomas Milner Gibson (ur. 3 września 1806, zm. 25 lutego 1884) – brytyjski polityk, członek Partii Konserwatywnej, a następnie Partii Liberalnej, minister w rządach lorda Palmerstona i lorda Russella.
Urodził się na Trynidadzie, gdzie jego ojciec pełnił służbę wojskową. Wykształcenie odebrał w Trinity College na Uniwersytecie Cambridge. W 1837 r. został wybrany do Izby Gmin jako konserwatywny reprezentant okręgu Ipswich. Z miejsca w parlamencie zrezygnował dwa lata później, kiedy zdecydował się przejść w szeregi stronnictwa wigów.
W 1841 powrócił do parlamentu jako reprezentant okręgu Manchester. W latach 1846–1848 był wiceprzewodniczącym Zarządu Handlu. W 1857 r. utracił mandat parlamentarny, ale odzyskał go szybko w okręgu Ashton-under-Lyne. W latach 1857–1866 był przewodniczącym Zarządu Handlu.
Gibson wycofał się z czynnego życia politycznego w 1868 r.